# 162 (nombre)
Cet article concerne le nombre 162. Pour l'année, voir 162.
162 (cent soixante-deux) est l'entier naturel qui suit 161 et qui précède 163.

## En mathématiques
Cent soixante-deux est :
- Un nombre Harshad.
- divisible par {\displaystyle \varphi (162)\,}.
- Un nombre intouchable.

## Dans d'autres domaines
Cent soixante-deux est aussi :
- Le numéro du colorant alimentaire naturel E162 (jaune-orangé à l'orange-rouge) appelé bétanine (ou Rouge de betterave).
- Années historiques : -162, 162